# Маришкино
Маришкино — деревня в Воскресенском муниципальном районе Московской области. Входит в состав городского поселения Воскресенск. Население — 651 чел. (2010).

## География
Деревня Маришкино расположена в юго-западной части Воскресенского района, примерно в 2,5 км к северо-западу от города Воскресенск. Высота над уровнем моря 114 м. Рядом с деревней протекает река Москва. В деревне 15 улиц, приписано 1 СНТ. Ближайшие населённые пункты — деревни Хлопки, Городище и село Константиново.

## История
В 1926 году деревня являлась центром Маришкинского сельсовета Спасской волости Бронницкого уезда Московской губернии.
С 1929 года — населённый пункт в составе Воскресенского района Коломенского округа Московской области, с 1930-го, в связи с упразднением округа, — в составе Воскресенского района Московской области.
До муниципальной реформы 2006 года Маришкино входило в состав Чемодуровского сельского округа Воскресенского района.

## Население
В 1926 году в деревне проживало 294 человека (118 мужчин, 176 женщин), насчитывалось 56 крестьянских хозяйств. По переписи 2002 года — 369 человек (176 мужчин, 193 женщины).
| 1926 | 2002 | 2010 |
| ---- | ---- | ---- |
| 294  | ↗369 | ↗651 |